# 尼古拉·安德里亚诺夫
尼库莱·安德里亚诺夫（俄語：Никола́й Ефи́мович Андриа́нов，1952年10月14日—2011年3月21日），俄罗斯体操运动员，史上获得最多奥运会体操项目奖牌的男子运动员。他曾代表苏联参加三届奥运会，在男子体操的所有项目上都获得过奖牌，共计7金5银3铜。
安德里亞諾夫第一次在國際上展露頭角是在1971年在馬德里舉行的歐洲錦標賽，他奪得了2面金牌。在1971至1980年間，安德里亞諾夫參加了許多國際賽事，包括奧運、世界錦標賽與歐洲錦標賽，得到相當優異的成績。

## 榮譽
- 2001年入选國際體操名人堂。[2]